# Karim Ziani
Karim Ziani (en árabe: كريم زياني ; Sèvres, Francia, 17 de agosto de 1982) es un exfutbolista argelino nacido en Francia. Jugaba de volante y fue profesional entre 2001 y 2019.

## Selección nacional
Ha sido internacional con la selección de fútbol de Argelia, ha jugado 62 partidos internacionales y ha anotado 5 goles.

### Participaciones en Copas del Mundo
| Mundial                        | Sede      | Resultado    |
| ------------------------------ | --------- | ------------ |
| Copa Mundial de Fútbol de 2010 | Sudáfrica | Primera fase |

## Clubes
| Club                  | País                   | Año         |
| --------------------- | ---------------------- | ----------- |
| Troyes AC             | Francia                | 2001 - 2005 |
| FC Lorient            | Francia                | 2004 - 2006 |
| FC Sochaux            | Francia                | 2006 - 2007 |
| Olympique de Marsella | Francia                | 2007 - 2009 |
| VfL Wolfsburgo        | Alemania               | 2009 - 2011 |
| Kayserispor (cedido)  | Turquía                | 2011        |
| El Jaish SC           | Catar                  | 2011 - 2013 |
| A-Arabi               | Catar                  | 2013 - 2014 |
| Ajman Club            | Emiratos Árabes Unidos | 2014 - 2015 |
| Al-Fujairah SC        | Emiratos Árabes Unidos | 2015        |
| Petrolul Ploiești     | Rumania                | 2016        |
| US Orléans            | Francia                | 2016 - 2019 |

## Palmarés

### Campeonatos nacionales
| Título          | Club       | País    | Año  |
| --------------- | ---------- | ------- | ---- |
| Copa de Francia | FC Sochaux | Francia | 2007 |

### Distinciones individuales
- Mejor jugador de la Ligue 2 en 2006.